# トキワ荘マンガミュージアム
豊島区立トキワ荘マンガミュージアム（としまくりつトキワそうマンガミュージアム）は、東京都豊島区南長崎の南長崎花咲公園（トキワ荘公園）内にある博物館である。

## 概要
漫画家の手塚治虫や赤塚不二夫らが若き日を過ごした東京都豊島区の木造アパート「トキワ荘」を再現した博物館。トキワ荘は老朽化で1982年12月に解体されたが、復活を望む声を受け、豊島区が2016年に建設構想を発表し、跡地（現：日本加除出版新館）から西に約200メートル離れた南長崎花咲公園内に2019年から復元を進めてきた。なお、同公園はこれ以前の2009年4月に、地域住民と豊島区による記念碑「トキワ荘のヒーローたち」が既に設置されていた。
当初は2020年3月22日に開館予定だったが、新型コロナウイルス感染症（COVID-19）流行の影響で約3か月ほど延期し、同年7月7日に開館した。建築設計は丹青社、施工は渡邊建設による。復元に係る事前調査や展示施工も丹青社が手掛けた。

## 施設
1階には、トキワ荘ゆかりの漫画家の作品を自由に読めるマンガラウンジがあり、警視庁五方面記者クラブから寄贈を受けた「トキワ荘の天井板」、ジオラマ作家・山本高樹の作品展示のほか、ミニ企画展やトークイベントなどにも活用される。2階には、各々の漫画家の部屋や共同の炊事場、トイレなどが忠実に再現され当時の様子を体験できるフロアとなっており、漫画家になりきって写真撮影できるコーナーもある。
建物は外観・内観共に、マンガ家が多く住んでいた築後10年ほどの状態を忠実に再現するために、文献・写真の調査、当時の住人であった鈴木伸一や水野英子に聞き取り調査を行い建設されている。当時のトキワ荘は木造であったが、耐火建築物とするため鉄骨造とし、壁を二重にして内外の壁の間に鉄骨柱を隠すなど、鉄骨部材が見えないように配慮されている。また、空調設備も吹出口が目立たないような工夫をするなど、いずれも当時のトキワ荘の再現性にこだわり建設された。
玄関には下駄箱も再現され、入館の際に靴をぬいで展示室に入る造りになっており、階段や廊下の軋む感触や音を体験できる。
ほかに同時に整備された公園トイレは、アプローチ側はトキワ荘前にあった落合電話局をイメージした外観としているが、反対の公園側はグラフィックシートを張替えできる白い壁で、マンガ・アニメの情報発信の場とした。またトキワ荘看板、電話ボックスも当時の雰囲気で再現されている。

## 居室
| 部屋番号 | 居住したマンガ家 | 期間      |
| -------- | ---------------- | --------- |
| 14号室   | 手塚治虫         | 1953-1954 |
| 14号室   | 藤子不二雄Ⓐ      | 1954-1961 |
| 15号室   | 藤子・F・不二雄  | 1954-1961 |
| 16号室   | 赤塚不二夫       | 1956-1961 |
| 17号室   | 石ノ森章太郎     | 1956-1961 |
| 18号室   | 山内ジョージ     | 1960-1962 |
| 19号室   | 水野英子         | 1958      |
| 20号室   | 鈴木伸一         | 1955-1956 |
| 20号室   | 森安なおや       | 1956      |
| 20号室   | よこたとくお     | 1958-1961 |
| 22号室   | 寺田ヒロオ       | 1953-1957 |